# Artfabetic
Artfabetic est un dictionnaire biographique répertoriant plus de 3 000 artistes plasticiens français vivants, notamment des peintres, des photographes, des sculpteurs, des céramistes, et présentant leurs parcours et leurs œuvres. Des grandes figures de l'art de la seconde moitié du XXe siècle y côtoient des représentants des tendances les plus récentes ainsi que de nombreux peintres, sculpteurs, graveurs, céramistes ou dessinateurs actifs en France ou de nationalité française actifs à l'étranger. Le second et le troisième volume dʼArtfabetic, sont actuellement en préparation.